# Berthold Litzmann

Berthold Litzmann

Berthold Litzmann (* 18. April 1857 in Kiel; † 14. Oktober 1926 in München) war ein deutscher Germanist und Literaturhistoriker. Er hatte wesentlichen Anteil an der Etablierung der neueren deutschen Literaturgeschichte als selbständiger Disziplin.

## Leben
Berthold Litzmann war der Sohn des Gynäkologen Carl Conrad Theodor Litzmann und dessen Ehefrau Marie Delbrück (1824–1908). Er besuchte von 1865 bis 1875 die Kieler Gelehrtenschule. Er studierte ab 1875 zunächst Rechtswissenschaft in Bonn, Kiel und Leipzig. Ab 1875 war er Mitglied des Corps Teutonia Bonn. 1877 wechselte er zur Germanistik und wurde in Berlin Schüler Wilhelm Scherers. 1879 wurde er in Tübingen mit der Arbeit Zur Textkritik und Biographie Johann Christian Günther’s promoviert. Er habilitierte sich in Kiel mit einer Arbeit über Christian Ludwig Liscow. 1883/1884 war er Privatdozent in Kiel.
In Jena erhielt Litzmann zunächst einen Lehrauftrag und war von 1886 bis 1892 außerordentlicher Professor der Neueren deutschen Literaturgeschichte. Von 1892 bis zu seiner Emeritierung 1921 lehrte er Literaturgeschichte an der Universität Bonn, zunächst als außerordentlicher Professor und ab 1897 als ordentlicher Professor. Von 1902 bis 1908 schrieb er eine dreibändige Biographie über Clara Schumann, die er bereits aus seiner Kindheit kannte. Er war mit Ernst von Wildenbruch befreundet, dessen Gesamtwerk er von 1911 bis 1924 herausgab. 1906 gründete er die „Literarhistorische Gesellschaft Bonn“.
Zunächst in der Nationalliberalen Partei aktiv, war Litzmann ab 1917 führendes Mitglied der Deutschen Vaterlandspartei und schloss sich 1919 der Deutschnationalen Volkspartei an. Er befürwortete 1919 Thomas Manns Ehrenpromotion an der Universität Bonn. Nach seiner Emeritierung ging Litzmann nach München, wo er freundschaftlichen Kontakt zu Thomas Mann hatte. Thomas Mann hielt auch die Grabrede auf ihn. In München ist eine Straße nach Litzmann benannt.
Litzmann heiratete im Jahr 1886 Else Rühle (1865), eine Tochter des Professor Hugo Ernst Heinrich Rühle (1824–1888). Das Paar hatte zwei Söhne, von denen einer während des Ersten Weltkrieges fiel, die Ehe wurde bereits 1902 geschieden. Nach der Scheidung heiratet er 1907 die Schriftstellerin Grete Herzberg (1875–1964).

## Schriften (Auswahl)
- Friedrich Ludwig Schröder. Ein Beitrag zur deutschen Litteratur- und Theatergeschichte. 2 Teile. Voß, Hamburg/Leipzig 1890–1894.
- Das deutsche Drama in den litterarischen Bewegungen der Gegenwart. Vorlesungen, gehalten an der Universität Bonn. 4. Auflage. Voß, Leipzig 1897 (Digitalisat).
- Ibsens Dramen 1877-1900. Ein Beitrag zur Geschichte des deutschen Dramas im 19. Jahrhundert. Voß, Hamburg 1901.
- Goethes Faust. Eine Einführung. Fleischel, Berlin 1904 (archive.org).
- Das Tragische in Gerhart Hauptmanns Dramen (= Mitteilungen der Literarhistorischen Gesellschaft Bonn. Jg. 3 Nr. 6, 1908). Ruhfus, Dortmund 1908.
- Goethes Lyrik. Erläuterungen nach künstlerischen Gesichtspunkten. Ein Versuch. 3. Auflage. Fleischel, Berlin 1912.
- Ernst von Wildenbruch. Zwei Bände. Grote, Berlin 1913/1916.
- Clara Schumann. Ein Künstlerleben. Nach Tagebüchern und Briefen. 3 Bände. Breitkopf & Härtel, Leipzig 1902ff. [Neuauflage der drei Bände 2019–2021 im Severus Verlag]
- Im alten Deutschland. Erinnerungen eines Sechzigjährigen. Grote, Berlin 1923.